# 20e sessie van de Commissie voor het Werelderfgoed

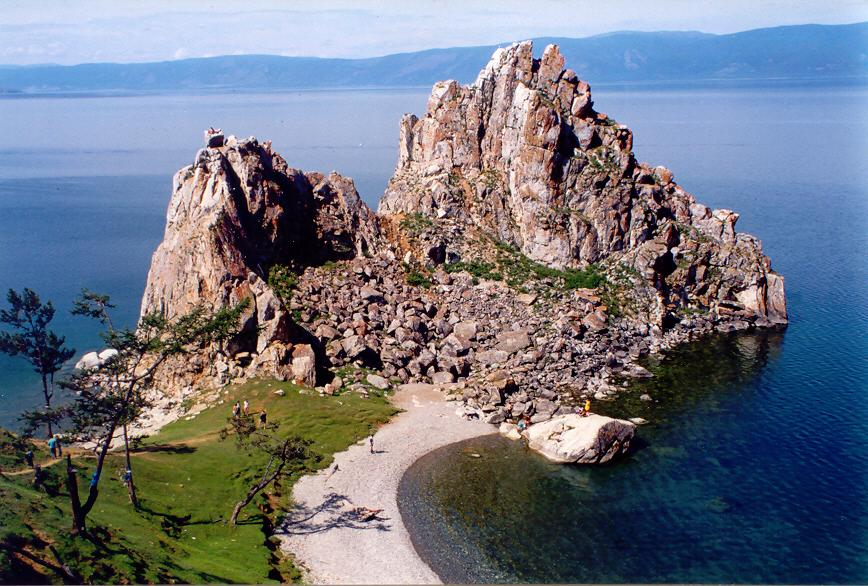
Baikalmeer in Rusland

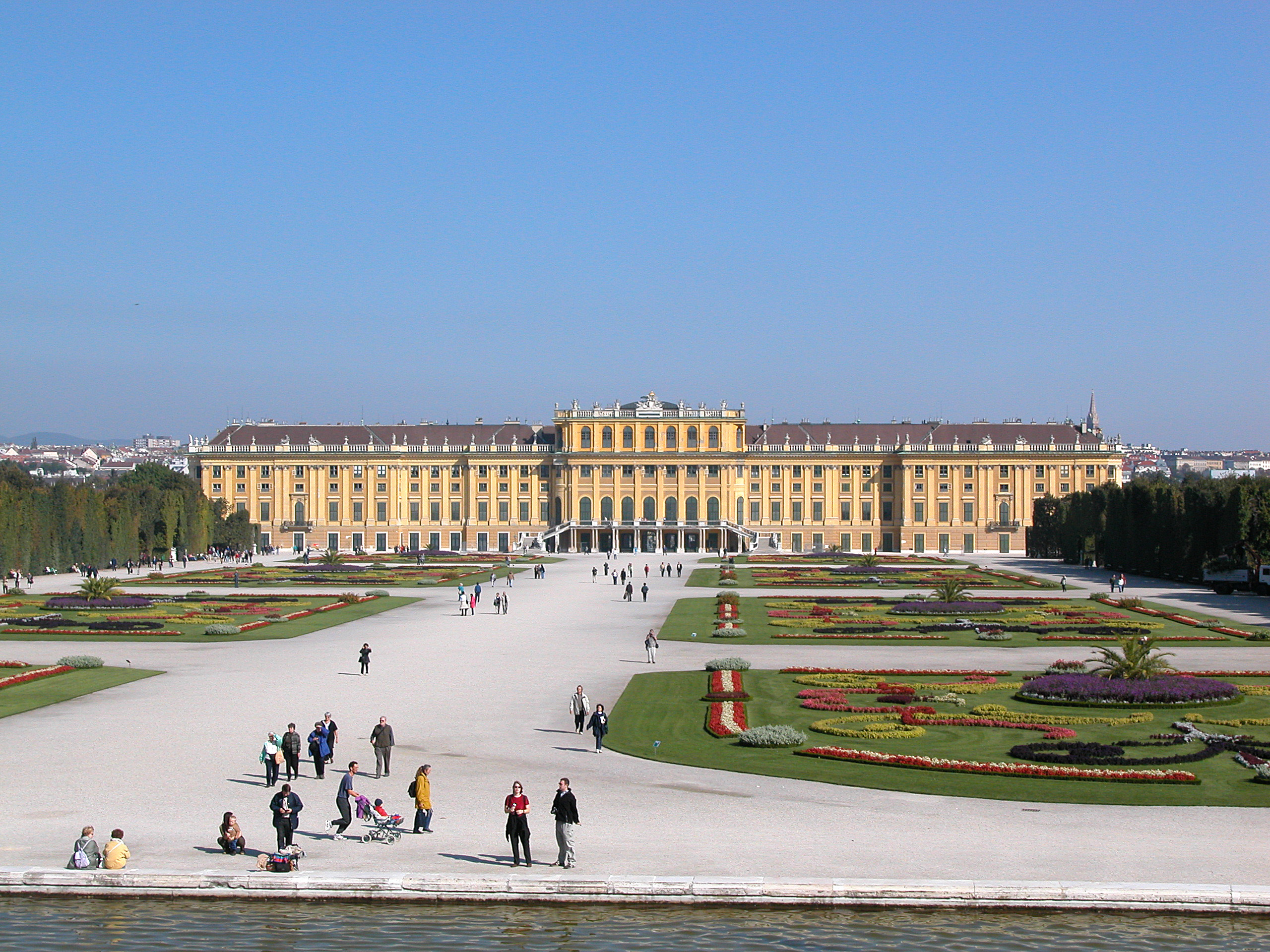
Schloss Schönbrunn in Wenen

De 20e sessie van de Commissie voor het Werelderfgoed van UNESCO vond van 2 december tot 7 december 1996 plaats in Mérida in Mexico. Er werden 37 nieuwe omschrijvingen aan de 
werelderfgoedlijst toegevoegd. Hiervan waren 30 dossiers met betrekking tot cultureel erfgoed, 2 met betrekking tot gemengd erfgoed en 5 met betrekking tot natuursites. Het totale aantal inschrijvingen komt hiermee op 506 (379 cultureel erfgoed, 19 gemengde omschrijvingen en 108 natuurlijk erfgoed). Op de lijst van bedreigd werelderfgoed of rode lijst werden vier locaties toegevoegd.

## Wijzigingen in 1996
In 1996 zijn de volgende locaties toegevoegd:

### Cultureel erfgoed
- Angola: fort Penedo
- Armenië: Kloosters van Haghpat en Sanahin (uitgebreid in 2000)
- China: Nationaal park Lushan
- Duitsland: Dom van Keulen
- Duitsland: Bauhauslocaties in Weimar en Dessau
- Duitsland: Luthergedenkplaatsen in Eisleben en Wittenberg
- Finland: Hout- en kartonmolen van Verla
- Frankrijk: Canal du Midi
- Georgië: Opper-Svaneti
- Griekenland: Archeologische site van Aigai
- Hongarije: Benedictijner abdij van Pannonhalma met natuurlijke omgeving
- Ierland: Skellig Michael
- Indonesië: Sangiran, vindplaats van de vroege mens
- Italië: Castel del Monte
- Italië: Trulli van Alberobello
- Italië: Vroeg-christelijke monumenten van Ravenna
- Italië: Historisch centrum van Pienza
- Japan: Vredesmonument van Hiroshima (Genbaku Dome)
- Japan: Itsukushima-schrijn
- Marokko: Historische stad Meknes
- Mauritanië: Oude Ksour van Ouadane, Chinguetti, Tichitt en Oualata
- Mexico: Precolumbiaanse stad Uxmal
- Mexico: Historische monumentenzone van Querétaro
- Nederland: Waterlinie Amsterdam (Stelling van Amsterdam)
- Oostenrijk: Historisch centrum van de stad Salzburg
- Oostenrijk: Paleis en tuinen van Schönbrunn
- Portugal: Historisch centrum van Porto
- Spanje: Historische ommuurde stad Cuenca
- Spanje: La Lonja de la Seda van Valencia
- Tsjechië: Cultuurlandschap van Lednice-Valtice
- Zweden: Kerkdorp Gammelstad, Luleå

### Gemengd erfgoed
- China: Landschap rond de berg Emei, inbegrepen het gebied van de Grote Boeddha van Leshan
- Zweden: Laponia

### Natuurerfgoed
- Belize: Barrièrerif van Belize
- Congo: Okapi wildpark
- Niger: Nationaal park W van Niger
- Rusland: Baikalmeer
- Rusland: Vulkanen van Kamtsjatka (uitgebreid in 2001)

### Uitbreidingen
In 1996 werd de volgende locatie met 22 villa's uitgebreid:
- Italië: Vicenza en de Palladiaanse villa's in Veneto (initieel als cultuurerfgoed erkend in 1994)

### Verwijderd van de rode lijst
In 1996 zijn geen locaties verwijderd van de rode lijst.

### Toegevoegd aan de rode lijst
In 1996 zijn vier locaties toegevoegd aan de lijst van bedreigd werelderfgoed of rode lijst.
- Nationaal park Garamba in Democratische Republiek Congo (eerder ook al van 1984 tot 1992, sinds 1996 nog op rode lijst)
- Nationaal park Simien in Ethiopië (nog op rode lijst)
- Nationaal park Ichkeul in Tunesië (tot 2006 op rode lijst)
- Biosfeerreservaat Río Plátano in Honduras (tot 2007 op rode lijst)

1977 · 
1978 · 
1979 · 
1980 · 
1981 · 
1982 · 
1983 · 
1984 · 
1985 · 
1986 · 
1987 · 
1988 · 
1989 · 
1990 · 
1991 · 
1992 · 
1993 · 
1994 · 
1995 · 
1996 · 
1997 · 
1998 · 
1999 · 
2000 · 
2001 · 
2002 · 
2003 · 
2004 · 
2005 · 
2006 · 
2007 · 
2008 · 
2009 · 
2010 · 
2011 · 
2012 · 
2013 · 
2014 · 
2015 · 
2016 · 
2017 · 
2018 · 
2019 · 
2020-2021 ·
2022-2023 ·
2024 ·
2025